# Contre-pouvoir
Pour les articles homonymes, voir Pouvoir.
Le contre-pouvoir (ou contrepouvoir) est un pouvoir qui s’organise face à une autorité établie. Ce peut être une force politique, économique ou sociale et son rôle a pour effet de restreindre l’exercice du pouvoir en place et de proposer une alternative aux décisions d’une autorité.
Par exemple : les citoyens, les élus d’un parti d’opposition, des associations et notamment des syndicats, les médias, des cultes.

## Les approches théoriques
La notion de contre-pouvoir a ces dernières années fait l’objet de différentes théories néo-révolutionnaires. La première approche est celle de John Holloway dans son fameux livre Change the world without taking power. Pour lui, l’objet révolutionnaire n’est pas de lutter pour le pouvoir mais contre le pouvoir. Chacun peut changer le monde par des actes de résistance ancrés dans le quotidien (le pouvoir-action). Chercher à prendre le pouvoir institutionnel revient pour Holloway à une impasse, car il s’agit seulement de la substitution d’un pouvoir-domination par un autre. Évidemment, cette approche est une rupture avec la démarche révolutionnaire classique. John Holloway a été très critiqué, car certains lui reprochent de prôner le désengagement politique.
Miguel Benasayag et Diego Sztulwark considèrent dans leur ouvrage « Du contre-pouvoir » que le pouvoir institutionnel, l’État, a un rôle de gestionnaire qui constate surtout ce qu’il ne peut pas faire en se confrontant au réel. Pour eux « le politique », c’est-à-dire la capacité à imaginer le monde demain, est tenu par les contre-pouvoirs. Ils ont un rôle fondamental par le biais d’actions militantes (« le militantisme situationnel ») dans l’évolution des aspirations de la société.
Pour Ludovic François et François-Bernard Huyghe, les contre-pouvoirs sont le pouvoir, car celui-ci se caractérise par l’interconnexion de différents acteurs qui vont influer par l’information. Pour eux, ce qu’ils nomment les organisations de la société civile ont le pouvoir d’agir sur les esprits et les représentations du monde et ainsi de faire évoluer la société dans un sens ou dans l’autre. Ils considèrent que l’humanité est passée « d’une société d’autorité », dans laquelle la notion de chef avait du sens, à « une démocratie d’influence », dans laquelle la puissance est essentiellement fondée sur la capacité à faire adhérer et à diffuser.
Au sein de la doctrine communiste libertaire, la notion de contre-pouvoirs est utilisé depuis 1986 et la publication du Projet communiste libertaire, par l'Union des travailleurs communistes libertaires (UTCL), avec l'élaboration d’une stratégie révolutionnaire dite de contre-pouvoir. C'est-à-dire concentrer les résistances et luttes constantes des classes populaires contre la bourgeoisie dans un dynamique de contre pouvoir permettant la rupture avec le capitalisme vers une société autogestionnaire et libertaire. Aujourd'hui, l'Union communiste libertaire (UCL) définit les contre-pouvoirs comme relevant de toutes les structures syndicales, organisationnelles, associatives et politiques, qui visent à transformer directement et immédiatement la société et qui ont pour vocation d'organiser les masses populaires et leurs solidarités, pour lutter contre toutes les formes de dominations.

## Exemples dans les médias
- Les différentes campagnes contre des organisations internationales, des gouvernements ou des entreprises. Citons par exemple la campagne contre l’accord multilatéral pour l’investissement (l’AMI), la campagne de Greenpeace contre Brent Spar de la société Shell, les actions de la Confédération paysanne contre les OGM, etc.
- La revue Presse-Actualité (Bayard Presse), aujourd’hui disparue, créait un contre-pouvoir à l’ensemble de la presse en documentant chaque mois les grandes manœuvres internes à ce milieu (rachat de journaux par Axel Springer, Robert Hersant ou des groupes privés, exigences des NMPP), ainsi que par des études stylistiques comparées, analyses de contenu, etc.
- Aux États-Unis, la revue Brill’s Content, disparue également[4], se fixait le même rôle.
- L’émission Arrêt sur images remplissait aussi ce rôle sur France 5, mais pour la télévision, avant d’en être évincée, ce dont elle s’est remise en étant hébergée sur Internet, favorisant par là même son indépendance.